# Buschpilot

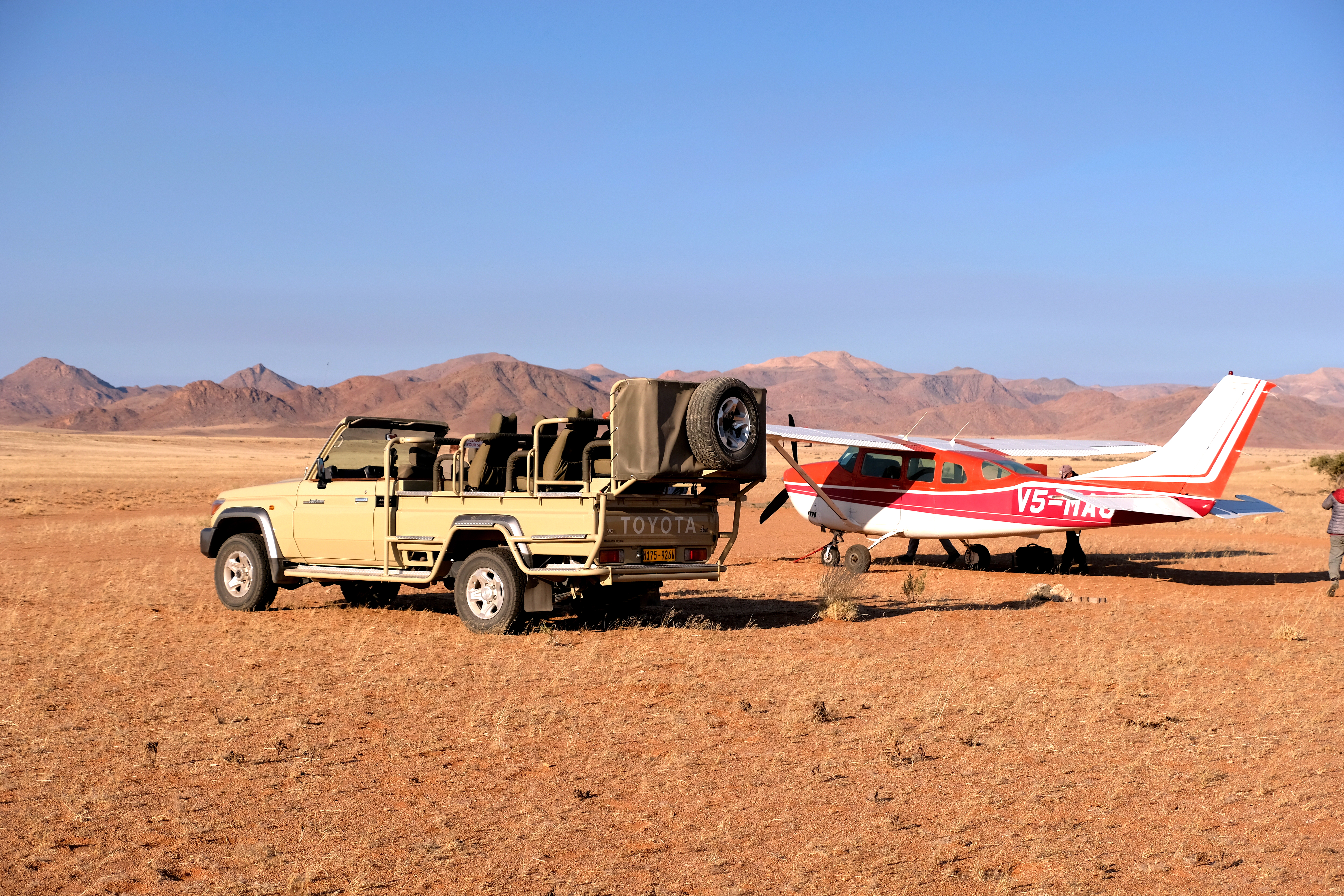
Startvorbereitungen einer C206 in der Namibwüste (2018)

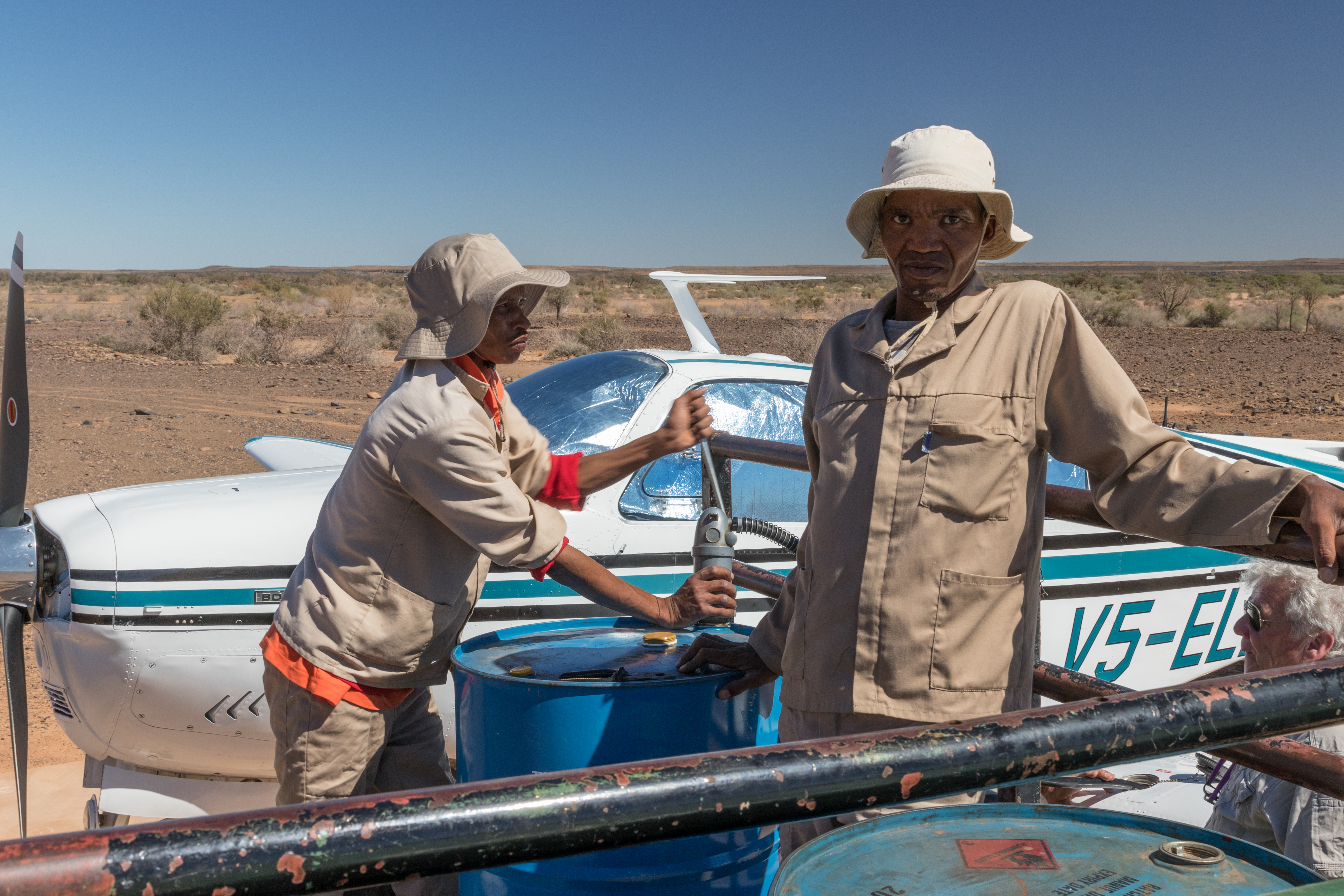
Betanken eines Flugzeuges im Feld

Buschpilot ist keine Berufsbezeichnung im eigentlichen Sinne, sondern ein Begriff für einen Piloten, der hauptsächlich in unwegsamem Gelände Flüge durchführt. Da die Flugeinsätze oft weit von der Zivilisation entfernt durchgeführt werden, erwarten viele Arbeitgeber von Buschpiloten zumindest Grundkenntnisse in der Reparatur von Flugzeugen.

## Buschflugzeug
Von einem Flugzeug im Buscheinsatz wird Robustheit und STOL-Fähigkeit verlangt, denn selten stehen lange, gut ausgebaute Start- und Landebahnen zur Verfügung. Oft kommen einmotorige Maschinen zum Einsatz, wie etwa die Zlin Savage,   Piper PA-18 Super Cub, Aviat Husky, Antonow AN-2, Cessna 182 „Skylane“,  Cessna 206 „Stationair“, die Cessna „Caravan“ oder die Pilatus PC-6. Bei den zweimotorigen Maschinen gelten unter anderen die Barkley-Grow T8P-1, Beechcraft Model 18, Britten-Norman BN-2 Islander, de Havilland Canada DHC-6 als bewährte Buschflugzeuge.

## Einsatzgebiete
Typische Dienstleistungsbereiche, in denen Buschpiloten tätig werden, sind:
- Missionsfliegerei
- Transporte von Buschärzten, medizinische Einsätze
- Transport von Touristen und Expeditionsteilnehmern in unzugängliche Gebiete
- Überwachung von Küstenbereichen
- Überwachung von Tierbewegungen
- Transects
- Mitwirken beim Zusammentreiben von Tierherden etc.
- Post

## Eigenarten der Buschfliegerei
Da viele Buschflüge in der sogenannten Dritten Welt durchgeführt werden, wo selten zuverlässige Flugverkehrskontrollstellen und seriöse Wettermeldungen vorhanden sind, muss ein Buschpilot über eine gute Kenntnis der betreffenden Region und eventueller meteorologische Erscheinungen verfügen, um nicht sich und andere in Gefahr zu bringen. Eine gute Landetechnik auf engstem Raum ist unerlässlich, teilweise ist auf Buschlandeplätzen die Möglichkeit zum Durchstarten wegen der Topographie der Umgebung nicht gegeben.